# Стамбульский технический университет
Стамбульский технический университет (тур. İstanbul Teknik Üniversitesi, сокр. ITU) находится в Стамбуле, Турция, и является третьим старейшим в мире университетом по инженерным наукам.
В университете действует 39 программ по бакалавриату и 144 программы по магистратуре, работает 13 колледжей (факультетов), 346 лабораторий и 12 исследовательских центров.

## История
Университет был основан в 1773 году, когда Османской империей правил султан Мустафа III. Тогда он назывался Императорской школой военно-морской техники (Muhendishane-i Bahr-i Humayun) и готовил инженеров и кораблестроителей. К 1795 году преобразовался в Императорскую школу военной техники (Muhendishane-i Berr-i Humayun) и уже готовил технический персонал для всей армии.
В 1847 году здесь начали готовить специалистов в области архитектуры. В 1883 году вуз стал именоваться Школой гражданского строительства, а ещё позже — Инженерной академией, главной целью которой была подготовка специалистов, способных планировать и осуществлять новые национальные инфраструктурные проекты. В 1928 году, вскоре после распада империи и установления республики, Инженерная академия получила статус университета. А в 1944 году она стала частью того, что сейчас называется Стамбульским техническим университетом.

## Структура

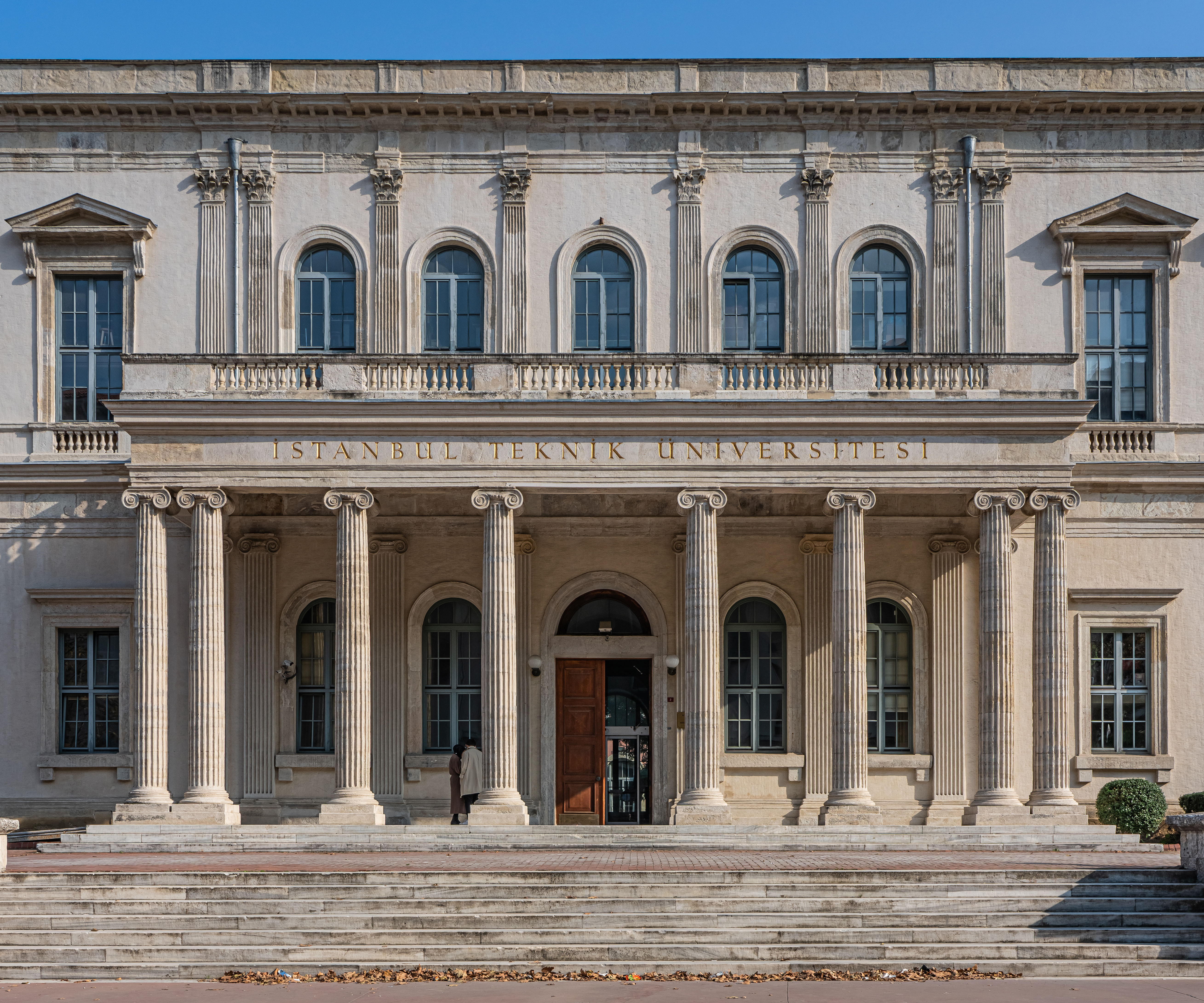
Главное здание кампуса Ташкышла

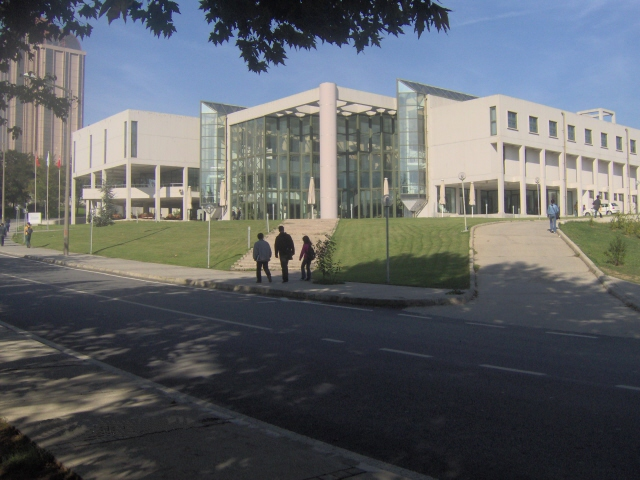
Культурный центр Сулеймана Демиреля

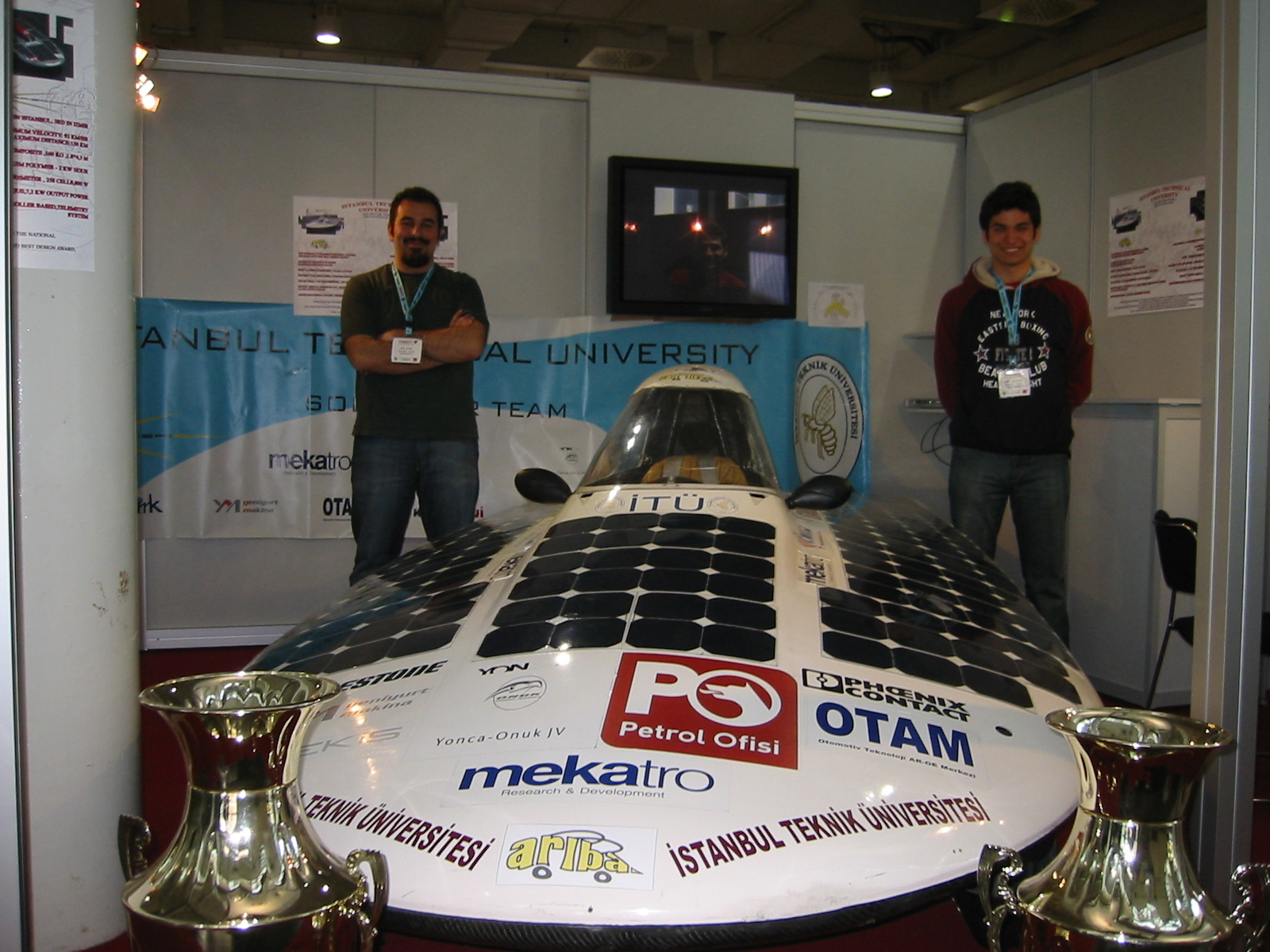
Команда ITU по гонкам на солнечных автомобилях

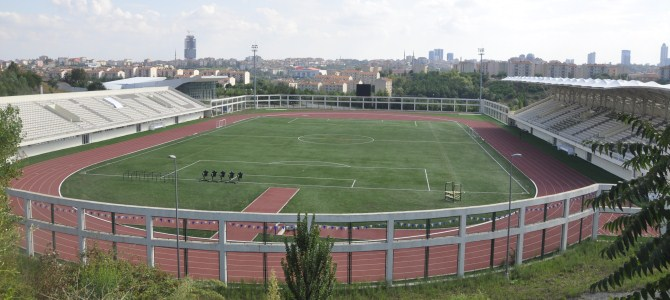
Университетский стадион

### Колледжи
- Строительная инженерия
- Архитектура
- Машиностроение
- Электротехника и электроника
- Горное дело
- Химия и металлургия
- Менеджмент
- Кораблестроение и океанотехника
- Общенаучный
- Аэронавтика и астронавтика
- Государственная консерватория турецкой классической музыки
- Морское дело
- Текстильные технологии и дизайн
- Компьютерные науки и информатика
- Программы бакалавриата двойной степени
- СТУ Северный Кипр
- Профессионально-техническое училище высшего образования

### Институты и исследовательские центры
- Энергетический институт
- Научно-технологический институт
- Институт социальных наук
- Институт информатики
- Евразийский институт наук о Земле
- Исследовательский центр молекулярной биологии, биотехнологий и генетики[3]
- Технополис ARI[4]
- Центр спутниковой связи и дистанционного зондирования[5]
- Национальный центр высокопроизводительных вычислений[6]
- Центр повышения квалификации по роторной технике[7]
- Образовательный и исследовательский центр по мехатронике[8]
- Центр повышения квалификации по борьбе со стихийными бедствиями[9]
- Центр профессора Аднана Текина по прикладным исследованиям в области материаловедения и технологий производства[10]
- Исследовательский и образовательный центр по жилищному строительству
- Женский центр исследований в области науки, техники и технологий

Также отдельно от колледжей (факультетов) работают следующие департаменты:
- Школа иностранных языков
- Школа изящных искусств
- Школа спортивного образования
- Государственная консерватория турецкой классической музыки
- Исследовательский институт музыкальных наук

### Кампусы
- Маслак — ректорат, большая часть колледжей, центральная библиотека, стадион, бассейн, общежития. Расположен в пригороде Стамбула и занимает площадь 2,64 км². В энергетическом институте имеется ядерный реактор Triga Mark-2.
- Тузла — колледж морского дела, находится в одноимённом районе Стамбула, около верфей.
- Ташкышла — одно из наиболее известных исторических зданий Стамбула, в османскую эпоху служило в качестве военных бараков.
- Гюмушсую — колледж машиностроения, недалеко от площади Таксим.
- Мачка — колледж менеджмента, недалеко от площади Таксим.

## Известные выпускники и преподаватели
Среди тех, кто преподавал в стенах университета, были Карл Терцаги (основатель механики грунтов), Джахит Арф (математик), Рудольф Беллинг (немецкий скульптор), Айкут Барка (сейсмолог), Мустафа Инан (инженер) и многие другие.
В разные годы выпускниками Стамбульского технического университета являлись 8-й и 9-й президенты Турции Тургут Озал и Сулейман Демирель, премьер-министр Неджметтин Эрбакан, глава Turkish Airlines Темел Котил и другие.
Гюльсюн Сагламер была ректором университета с 1996 по 2004 год, став первой женщиной-ректором в Турции.